# Toponymie néo-brunswickoise

situation du Nouveau-Brunswick.

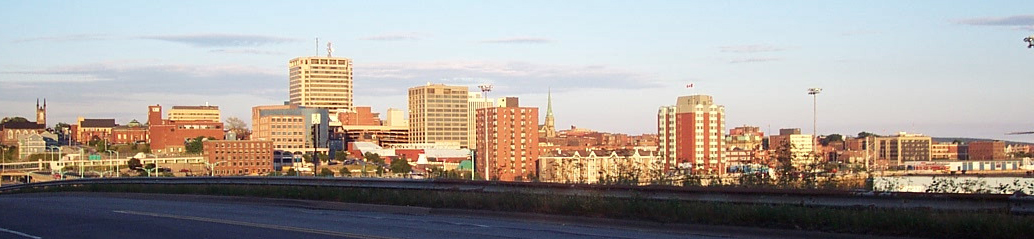
Un lieu, quatre noms :
Français: Saint-Jean
Anglais: Saint John
Micmac: Menagoueche (petite péninsule)
Malécite-passamaquoddy: Menagoueche ou Ouigoudi (village)

La toponymie néo-brunswickoise est l'étude des origines des noms de lieux du Nouveau-Brunswick.
Les toponymes néo-brunswickois sont le fruit de plusieurs millénaires de colonisation et d'exploration micmacque, malécite et passamaquoddy précédant celle française, acadienne, britannique et loyaliste. Les toponymes suivent plusieurs règles générales mais ont leurs particularités liées à la réalité linguistique de la province, qui est officiellement bilingue.
Quelques personnes ont étudié le sujet dès le XIXe siècle, notamment Silas Rand (en) et William Francis Ganong mais Alan Rayburn est considéré comme le véritable fondateur de cette discipline, avec son ouvrage Geographical Names of New Brunswick, publié en 1972. 

## Histoire

### Époque amérindienne

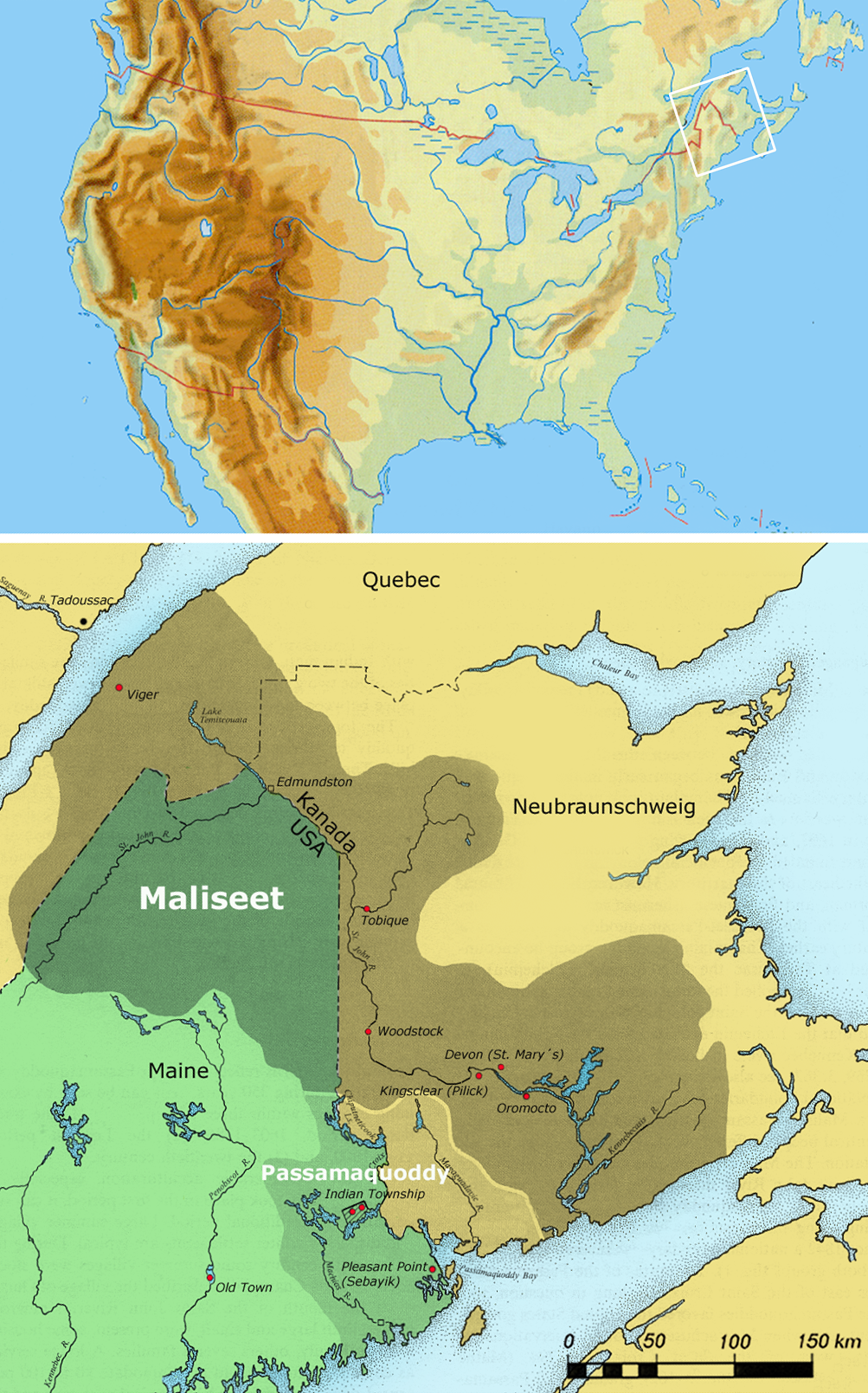
Le territoire historique des Malécites et des Passamaquoddys.

Le territoire historique des Micmacs.

Le territoire du Nouveau-Brunswick fut colonisé par les Paléoaméricains, environ dix mille ans avant Jésus-Christ. Les Micmacs et les Etchemins arrivèrent il y a environ quatre millénaires. Les Etchemins ont été remplacés par les Malécites et les Passamaquoddys. Les Micmacs vivent à l'est et au nord de la province et parlent le micmac. Les Malécites vivent dans la vallée du fleuve Saint-Jean et les Passamaquoddy vivent au sud-ouest de la province. Tous deux parlent le malécite-passamaquoddy. Le micmac et le malécite-passamaquoddy sont des langues algonquiennes. 
En malécite, on retrouve par exemple le nom de la rivière Oromocto, certains sont traduits, comme l'île Spoon, certains autres ont été transférés, comme la rivière Scoodic et d'autre ont été créés après la colonisation européenne, tels que Apohaqui (en). Quelques toponymes sont d'origine passamaquoddy, notamment la baie de Passamaquoddy et les lacs Chiputneticook. L'île Deer est possiblement une traduction d'un toponyme passamaquoddy. Quant à eux, les Micmacs ont laissé, entre autres, la baie de Caraquet, le fleuve Ristigouche et la rivière Bouctouche. Le fleuve Miramichi et la rivière Popelogan ont été déplacés. Le lac Waubigut fut nommé plus tard.
La plupart des toponymes d'origine amérindienne ont été repris par les Français car ils avaient des relations pacifiques. La plupart de ces noms s'appliquent à des cours d'eau car le transport maritime était beaucoup plus important à l'époque. Certains toponymes font référence à la présence amérindienne, comme Pointe-Sauvage. D'autres lieux ont été nommés par les Blancs d'après des personnalités amérindiennes, par exemple la rivière Renous. Le fait que les toponymes ont été adoptés premièrement en français et deuxièmement en anglais explique certaines transformations importantes. Le raccourcissement de plusieurs toponymes est aussi important, comme Noo-kam-keechlwuk qui est devenu Keswick. Dans certains cas, il est très difficile de déterminer de quelle origine est un toponyme. Par exemple, l'île Spoon est appelée Am-quah'-nis en malécite, ce qui signifie « une cuillère », spoon en anglais, ce qui pourrait être lié à la forme de l'île. Certains noms ont été traduits de l'anglais ou du français en langue amérindienne. Par exemple, Sussex est appelé S'college en malécite car il y avait autrefois un collège, ou Sandon, signifiant « Sainte-Anne ».

### Époque de l'exploration (1000-1604)
Les Vikings, qui ont visité l'Amérique du Nord vers l'an mille, n'ont pas laissé de toponymes au Nouveau-Brunswick. Les pêcheurs basques, bretons et normands n'ont pas non plus laissés de traces. Les seuls noms datant de l'ère des grandes exploration sont la baie de Fundy et l'Acadie. En 1534, Jacques Cartier nomme plusieurs lieux  du nord de la province, notamment la baie des Chaleurs. Il reprend l'innu-aimun Miramichi et l'applique au fleuve de la côte est. En 1604, Pierre Dugua de Mons et Samuel de Champlain explorent la baie de Fundy, qu'ils appellent la baie Françoise, et nomment plusieurs autres lieux, rarement avec des noms amérindiens, dont les seuls encore existant incluent Saint-Jean ainsi que le fleuve et l'île Sainte-Croix. On leur doit probablement aussi Beaubassin.

### Époque acadienne (1604-1763)
Les Acadiens s'implantent sur le territoire peu après la fondation de l'Acadie, en 1604. Le faible nombre de toponymes datant de cette période s'explique par le fait que les Français réutilisaient surtout ceux amérindiens et que, à la suite de la Déportation des Acadiens, les Britanniques avaient peu de considération pour toute présence française et renommèrent la plupart des lieux. Certaines cartes anciennes démontre que les Acadiens ont pourtant nommé de nombreux lieux. Les seuls exceptions sont les toponymes francophones de la baie de Passamaquoddy, qui ont probablement été adoptés très tôt par les pêcheurs de la Nouvelle-Angleterre. La plupart des toponymes d'origine française sont descriptifs. Une règle courante dans l'adaptation des toponymes amérindiens en français est le remplacement du son « l » par « r ». Nelepitchk est donc devenu rivière Nerepis. Certains sont aussi dénaturés, notamment Bout-au-sac pour Pook-saak (Pokeshaw) et Aux-Pacques pour Eqpahak. Certains toponymes, comme Beauséjour, font peut-être référence à une famille. En fait, un seul lieu, Saint-Francis, rappelle un événement historique, soit la présence d'un missionnaire, tandis que Cocagne est le seul rappelant la présence de Nicolas Denys et sa famille. Les noms des seigneuries ont aussi tous disparus, sauf Martinon qui fut repris par William F. Ganong, tandis que Alan Rayburn propose d'en réutiliser certains.
L'extrémité de la baie de Fundy compte plusieurs toponymes ayant donné lieu à des théories extravagantes quant à leur origine, notamment Chipoudy, de « chapeau de Dieu » mais qui en fait provient du micmac Esedabit, ce qui signifie « qui retourne sur elle-même », en référence aux nombreux méandres de la rivière Chipoudy.
L'Acadie est passé deux fois sous contrôle britannique durant cette période et après le traité d'Utrecht, en 1713, sa partie continentale, correspondant au Nouveau-Brunswick, est disputée entre la France et le Royaume-Uni. William Alexandre a reçu des terres en 1621 et a renommé la partie continentale en New Alexandria, la rivière Sainte-Croix en rivière Tweede, le fleuve Saint-Jean en rivière Clyde, la rivière Miramichi en Forth et la baie de Fundy en baie d'Argall. Aucun de ces noms n'a été préservé. Le nom The Wolves a été donné durant le raid de Benjamin Church. Une attaque britannique contre des villages acadiens en 1758 est à l'origine du nom Burnt Church.

### Époque loyaliste (1783-?)
À la suite de la victoire américaine dans la guerre d'indépendance américaine, des milliers de Loyalistes s'établissent en Nouvelle-Écosse à partir de 1783 jusque vers 1819. C'est en 1784 que la province du Nouveau-Brunswick en est détachée pour les accommoder. De cette époque datent le nom même de la province, ainsi que de ses huit premiers comtés et leur 36 paroisses. Plusieurs petites rivières et de nombreux lieux-dits, particulièrement les noms de rues de Fredericton, Saint-Andrews, Saint-Jean, sont nommés d'après des Loyalistes. Pourtant, aucun toponymes rappelle l'arrivée des Loyalistes, même si cet événement est aussi important que la Déportation des Acadiens.

### Époque contemporaine
Le besoin d'une commission de toponymie s'est fait sentir au Canada dès la fin du XIXe siècle, à cause de l'exploitation grandissante des ressources naturelles et d'une immigration importante. C'est ainsi que la Commission de géographie du Canada, l'ancêtre de la Commission de toponymie du Canada, est fondée en 1897. Les provinces sont invitées à donner leur avis sur le sujet et certaines d'entre elles fondent leur propre commission mais le gouvernement fédéral a toujours le dernier mot. Au Nouveau-Brunswick, les toponymes deviennent officiels lors de l'ouverture d'une gare ou d'un bureau de poste. La plupart sont d'origine anglaise car les Acadiens ont peu de poids politique et que les dirigeants sont influencés par leur culture et leur éducation.
En 1961, les provinces obtiennent le contrôle de la toponymie. Au Nouveau-Brunswick, certaines corrections sont apportées à la nomenclature existante et à l'adoption de quelques lois jusqu'en 1972. La responsabilité de la toponymie passe ensuite d'un ministère à l'autre. En 1975, Alan Rayburn publie Geographical Names of New Brunswick, encore considéré comme la référence dans le domaine.
En 2009, l'île Savage, dans le fleuve Saint-Jean à l'ouest de Fredericton, est renommée l'île Eqpahak, ce qui désigne un lieu où la marée arrête de monter dans la langue malécite-passamaquoddy. C'est la première fois qu'un toponyme néo-brunswickois discriminatoire ou inapproprié est changé.

## Composition des toponymes acadiens et anglais

### Génériques
Dans la géographie, un générique est le nom commun dans un toponyme. Par exemple, dans le nom mont Carleton, « mont » est le générique.

#### Cours d'eau

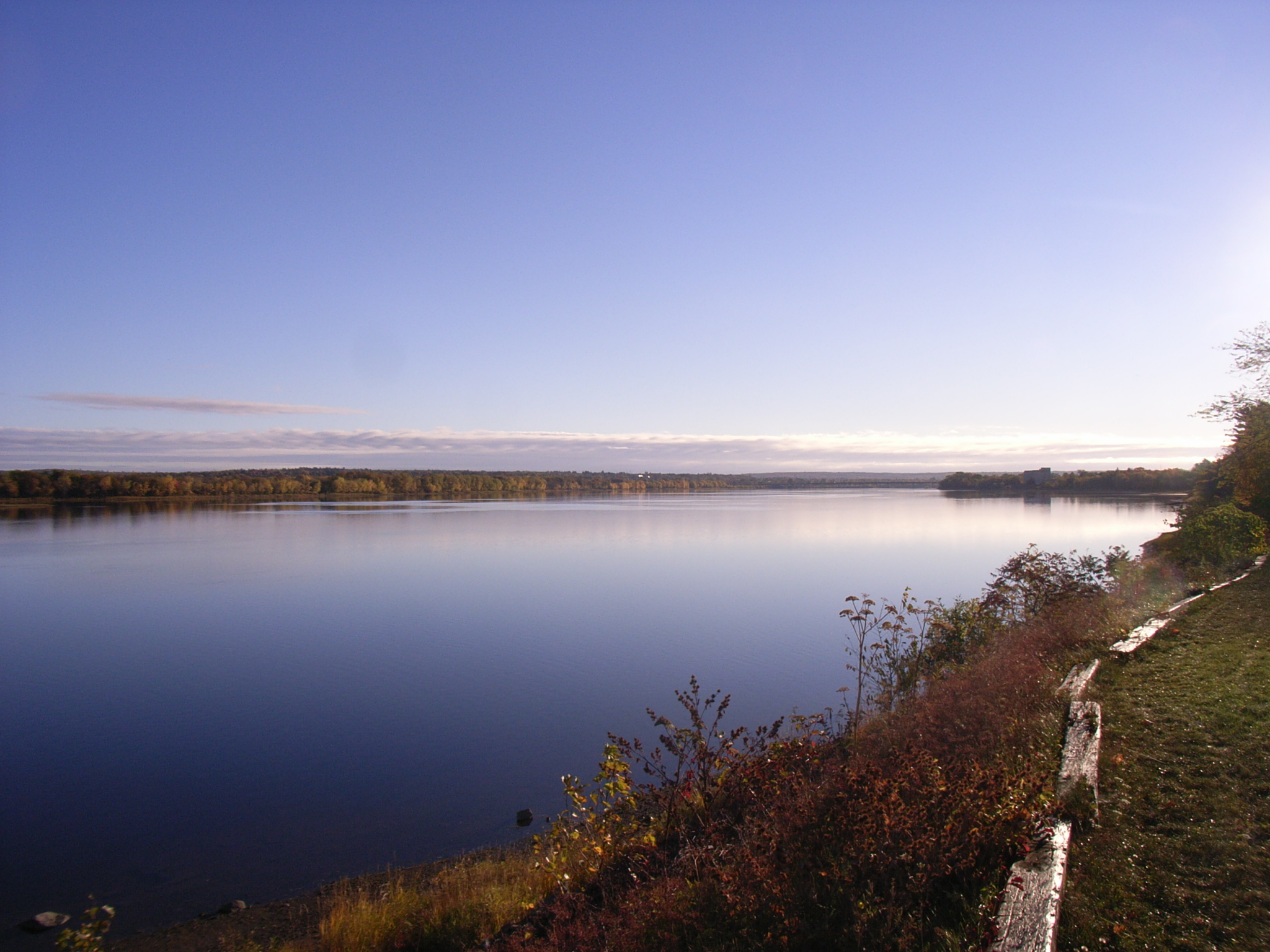
Le fleuve Saint-Jean.

Au Canada, le Nouveau-Brunswick possède probablement le plus grand nombre de mots anglais pour décrire un cours d'eau, alors que seuls ruisseau, rivière et parfois fleuve sont utilisés en français.
Alan Rayburn notait en 1972 que le mot fleuve n'était pas utilisé en français mais son usage est maintenant fréquent pour le fleuve Saint-Jean, et parfois aussi pour les cinq autres grands cours d'eau, en particulier pour la Miramichi. Le mot crique n'est pas non plus utilisé.
Une rivière, traduit par river en anglais, décrit les cours d'eau les plus longs. Certaines rivières sont par contre très courtes, comme la rivière à Landry, à Miscou, longue de 2,5 kilomètres. Deux chenaux séparant des îles de la baie de Passamaquoddy portent le nom de rivière parce que le mascaret à ces endroit ressemble à des rapides. Une branche, branch en anglais, désigne les affluents principaux d'une rivière, ainsi que quelques-uns moins importants un peu partout dans la province. En français, le point cardinal est préféré lorsque le mot branche fait référence à une direction, comme dans le toponyme rivière Chockpish-Nord. Le générique rivière peut aussi se traduire par stream en anglais, et signifie un cours d'eau plus petit. Il en existe 77, dont 44 sont des affluents du fleuve Saint-Jean. Le mot anglais stream est parfois utilisé en français. Avant 1967, le mot stream apparaissait rarement sur les cartes, probablement parce que les géographes refusaient de reconnaître cet usage. Il y a quelques millstream, littéralement rivière du moulin mais utilisé tel quel en français.
Un brook désigne en anglais certains cours d'eau dont l'embouchure se trouve au-dessus de la marée et se traduit par ruisseau en français, sauf lorsqu'il est beaucoup plus grand que les cours d'eau environnants, où le générique rivière est plutôt utilisé, comme dans le cas de la rivière Baker-Brook. Certains spécifiques sont aussi formés avec brooks, dans le cas de certains cours d'eau particuliers, par exemple des rivières ayant des îles à l'embouchure. Une fourche, fork ou forks en anglais, a un usage semblable. Au Canada anglais, le générique creek, généralement traduit par ruisseau en français, désigne tout cours d'eau sauf quelques rivières importantes. Ce n'est pas le cas au Nouveau-Brunswick, où seulement 50 cours d'eau portent ce nom. Il y existe en fait trois définitions. La première est utilisée dans les vallées du fleuve Saint-Jean et de la rivière Petitcodiac, sauf un dans la vallée de la rivière Kedgwick. Ces cours d'eau ont tous leur embouchure en haut de la marée. Ce nom reflète l'origine américaine des colons des régions en question, et est toujours utilisé dans le cas où le cours d'eau avait accueilli un moulin. Un second sens plus général de creek est celui d'un cours d'eau dans lequel l'effet de la marée se ressent sur toute sa longueur, dans ce cas appelé rivière en français. Certains cours d'eau sont en fait séparés en deux parties, soit un creek à l'embouchure et un brook en haut du niveau de la mer. Une troisième sens regroupe les deux définitions précédentes et s'explique probablement par le refus de certains cartographes de donner deux noms différents à un même cours d'eau. Le générique français crique, ayant presque la même prononciation, n'est jamais utilisé dans la province. Le générique guzzle, traduit par ruisseau en français, est utilisé uniquement pour le ruisseau Toby, un affluent de la rivière Digdeguash. Utilisé fréquemment en Angleterre, ce nom signifie fossé mais dans ce cas-ci fait référence au cours tortueux. Plusieurs guzzle apparaissent sur un relevé de la rivière Magaguadavic en 1797, pour décrire de petits ruisseaux. Certains lacs sont alimentés par un passage, inlet en anglais, et se déversent par une décharge, ou outlet,. Fréquent en Pennsylvanie et en Virginie-Occidentale, le générique anglais run n'est pas utilisé au Nouveau-Brunswick, sauf dans le cas du ruisseau First Run et du ruisseau Second Run, dans le comté de Kings.

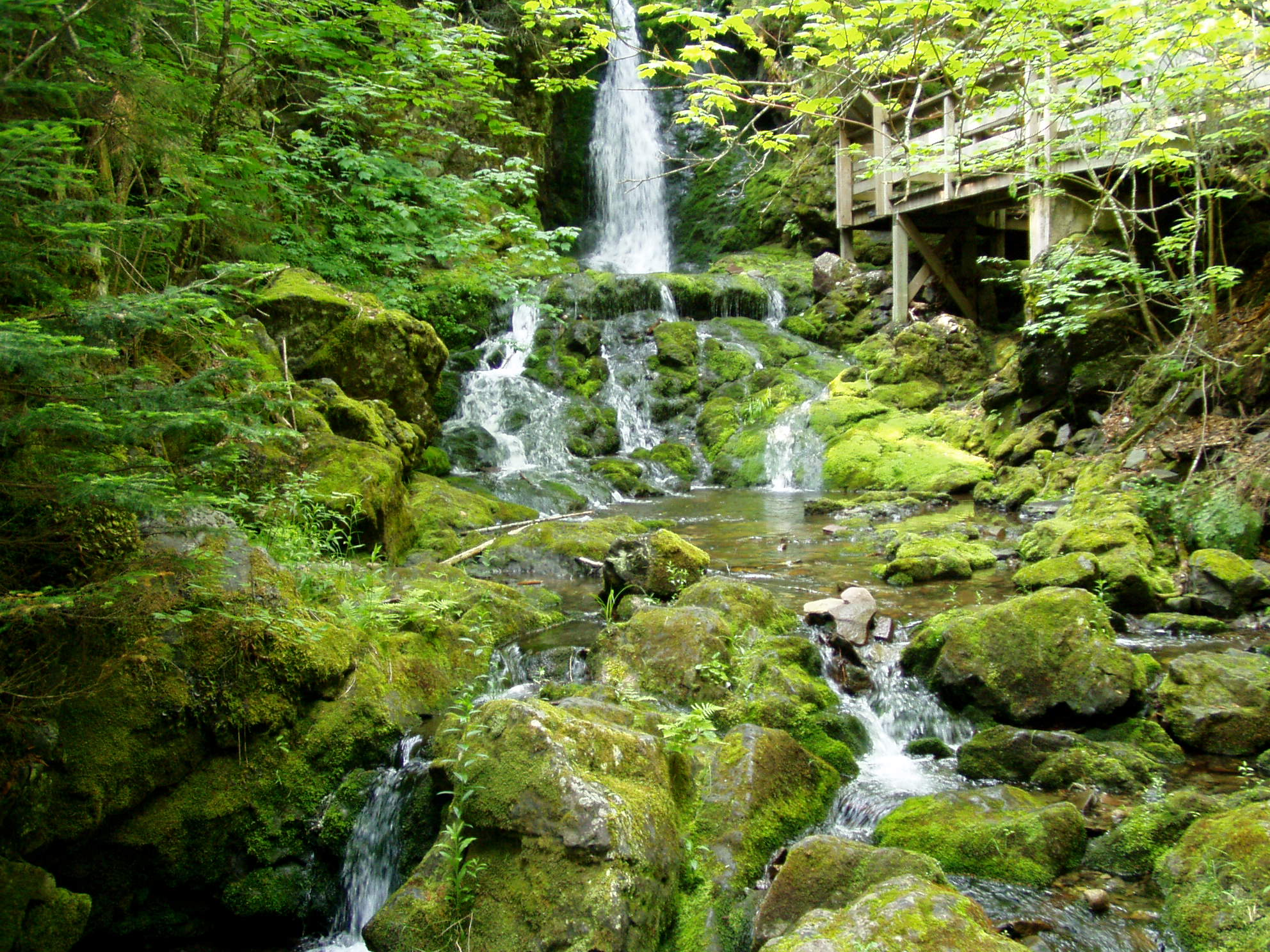
Les chutes Dickson, dans le parc national de Fundy.

Chutes et sault sont traduits par falls en anglais. Le générique rapides, traduit par rapids en anglais, est d'usage courant, sauf sur le littoral de la baie de Fundy à l'ouest de Saint-Jean, où il est remplacé par rips. De plus, dans le cas d'un cours d'eau n'ayant pas de chute d'eau verticale, comme la Nepisiguit, le terme chutes supplante quand même celui de rapides.

#### Plans d'eau

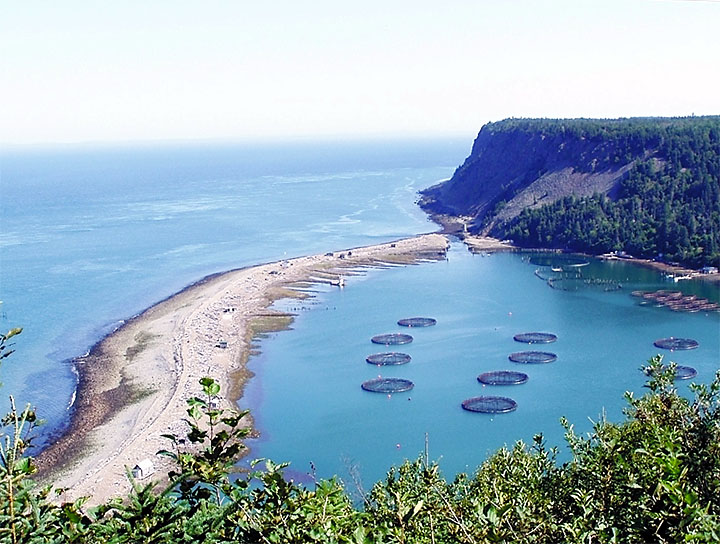
Le havre Dark.

Un lac, traduit par lake en anglais, a le même sens qu'ailleurs. Le générique étang, pond en anglais, est très rare et le seul important, l'étang Whitney, a été nommé par un Américain. Plusieurs petits étangs se trouvent dans la vallée de la rivière Oromocto. Il y a un havre à l'Étang auprès duquel se trouve la péninsule de l'Étang et le hameau de L'Étang, officiellement Letang. De plus, il y a plusieurs hole et pug hole au sud-ouest de la province. Le synonyme mare est utilisé dans une seule circonstance, soit la mare d'Anguille à Baie-du-Petit-Pokemouche. Il y a plusieurs réservoirs, flowage en anglais, au sud-est de la province qui sont autant des lacs naturels ou artificiels. Le lac Grand Falls est connu comme le réservoir Grand Falls aux États-Unis.
Une baie, bay en anglais, décrit les plus grandes échancrures du littoral, que ce soit dans un lac ou dans la mer. Une anse, cove en anglais, est une échancrure du littoral marin plus petite qu'une baie. Un bassin, basin en anglais, est un plan d'eau possédant une embouchure étroite. Le lac Oromocto et le lac Oromocto Sud compte chacun une décharge appelée The Bassin. Un havre, harbour en anglais, a la même signification qu'ailleurs. Une mal baie, traduit par mal bay, est un lac situé au niveau de la mer sur l'île de Miscou. Un barachois est un plan d'eau séparé de la mer par une dune et inondé à marée haute. Il se retrouve surtout en région acadienne. Un aboiteau, utilisé tel quel en anglais, est une sorte de digue munie d'une clapet contrôlant l'écoulement de l'eau vers la mer mais empêchant la marée d'inonder les terres. Par extension, le mot peut aussi décrire le pré ainsi établi.
En français, un bras désigne différentes parties d'un cours d'eau séparé par des îles. Une fosse signifie aussi un bras où l'eau semble immobile, ce qui se traduit par deadwater ou parfois stillwater, ce dernier étant surtout utilisé lorsque la profondeur est moins importante et qu'un faible courant est perceptible. Un bogan, utilisé dans les deux langues officielles, est un bras étroit dans les vallées des rivières Ristigouche et Miramichi. Il y a aussi un lieu appelé The Bogan près de McAdam. Un padou, comptant de nombreuses variantes telles que perdue et utilisé tel quel en anglais, a une signification semblable dans la vallée du fleuve Saint-Jean mais aussi dans la vallée de la rivière Miramichi. Un reach est une longue section étroite du fleuve Saint-Jean. Un stretch décrit plutôt un bras long et droit, dans plusieurs cours d'eau. Dans les marais de la rivière Portobello se trouvent plusieurs passages, ou lead, menant à des rivières ou aux hautes terres. Un synonyme anglophone très populaire de bras est arm mais ce dernier est utilisé dans une seule circonstance au Nouveau-Brunswick, dans le Grand Lac. Il y a deux leg, ce qui signifie jambe, dans le lac Trousers, qui est nommé ainsi d'après sa forme rappelant un pantalon. Un faux chenal, se traduisant par runround, désigne un chenal boueux séparant une île du rivage et ce en quelques endroits éparpillés dans la province.
Un chenal, channel en anglais, est un cours d'eau étroit reliant deux grands plans d'eau, que ce soit dans les terres ou sur la côte. Thoroughfare a un sens semblable au sud-ouest; le détroit entre l'île de Grand Manan et l'île Ross s'appelle The Thoroughfare. Il y a deux chockey directement à l'ouest de Fredericton ainsi qu'un lieu appelé The Gut, de même qu'un chenal appelé le Coys Gut en anglais, près du Grand Lac. Une passe, passage en anglais, est seulement utilisé le long des côtes. Il y a aussi un pass à l'ouest de Fredericton. Un passage, dugway en anglais, est un canal (voie d'eau) creusé au travers des platins à cet endroit. Un goulet, traduit par gully, est un cours d'eau étroit traversant une dune. À noter qu'il y a un village du nom de Le Goulet, ainsi que le lac du Goulet situé dans ses limites. Le cours d'eau reliant le lac Utopia et la rivière Magaguadavic s'appelle The Canal et il y a aussi quelques canaux artificiels, canals en anglais, en particulier dans le marais de Tantramar.

#### Rivage

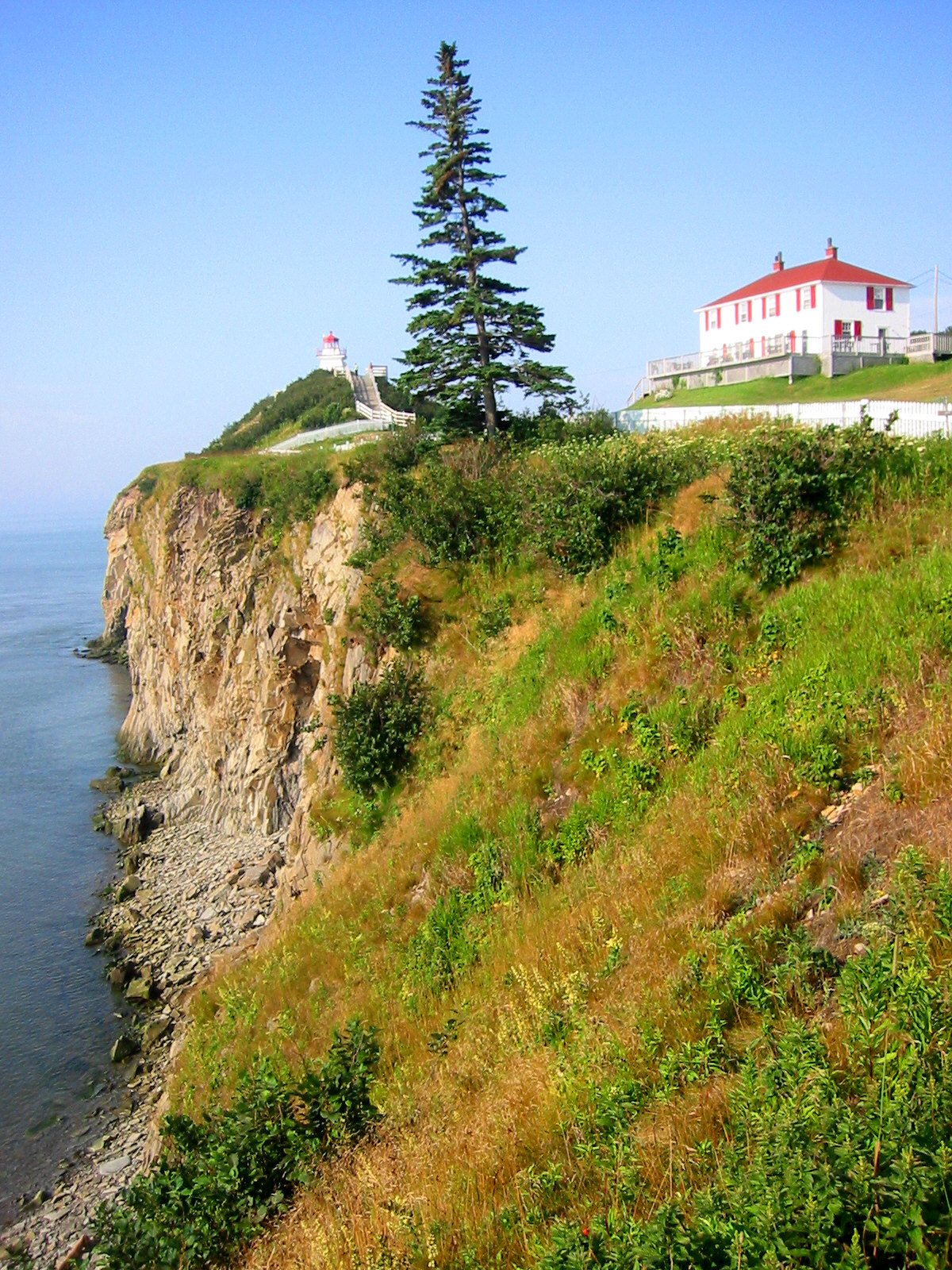
Le cap Enragé.

Une échouerie se traduit par ledge en anglais. Un banc, shoal en anglais,, .
Une île, island en anglais, a une signification plus vaste, désignant aussi une terre entourée en tout ou en partie par un marécage. Un îlot, nub en anglais, est uniquement utilisé dans la baie de Passamaquoddy. À noter qu'il y a un The Nub dans cette baie. Un nom semblable, The Nubbles, est utilisé pour plusieurs îles du lac Spednic. Il y a aussi un The Nubble près de Campobello. Il y a une seule îlette, soit l'îlette de Pokesudie. L'équivalent anglais islet n'est pas utilisé, sauf depuis 1967, lorsque des amas de terre formés dans le lac Mactaquac durant la construction du barrage de Mactaquac furent appelés Riordons Islets, ou îlettes Riordons. Un cap, qui n'a pas d'équivalent en français, signifie compléter. Une roche, rock en anglais, désigne un îlot ou un haut-fond
Une plage, beach en anglais, ainsi qu'une dune, bar en anglais, ont la même signification qu'ailleurs.
Une pointe, point en anglais, a une signification plus vaste car elle désigne aussi certaines péninsules, peninsulas en anglais. En effet, le terme péninsule est très rarement utilisé, sauf notamment dans le cas de la Péninsule acadienne et de la péninsule de Kingston. Le générique presqu'île n'est pas d'usage. Un cap, traduit par head ou cape, a la même signification qu'ailleurs. Une langue de terre, neck en anglais, désigne une pointe très prononcée.

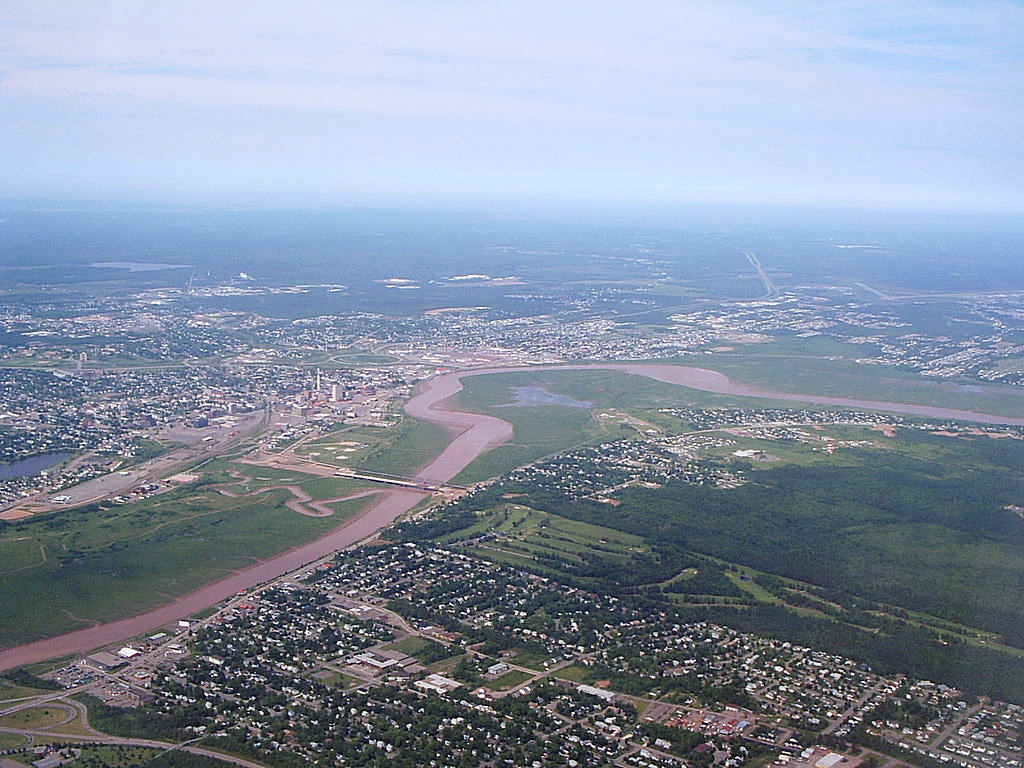
Le Coude.

Un coude, bend ou oxbow en anglais, est utilisé pour décrire les méandres de quelques cours d'eau. À noter qu'Oxbow est aussi le spécifique de deux lieux-dits. Le nom composé Devils Elbow est quant à lui utilisé en deux endroits. Une courbe, traduit par Turn ou Turns en anglais, a la même signification que coude mais est seulement utilisé en deux endroits.
Une fourche, forks en anglais, désigne le confluent de certains cours d'eau.
Un passage, narrows en anglais, décrit un passage étroit dans de nombreux cours d'eau. À noter que « Narrows » est aussi le spécifique de certains cours d'eau. Le générique anglais jaws, aussi traduit par passage en français, désigne un passage étroit dans les rivières Naswaak et Dungarvon. Le terme anglais gate désigne le même type de passage mais est plus répandu. À noter que le lac Oromocto et le lac Oromocto Sud comptent tous deux une partie principale séparée d'une autre appelée The Bassin par un canal appelé The Jaws.

#### Terrain plat
Il y a plusieurs marais, marsh en anglais, notamment le marais de Tantramar, qui est en fait une tourbière. Les synonymes heath et swamp sont utilisés en quelques endroits. Il y a de nombreuses tourbières, bog en anglais. Un pré ou une prairie, parfois une plaine ou une plée, meadow en anglais, sont les génériques les plus couramment utilisés pour décrire un terrain plat et humide. Il y a aussi le meddy à Colas, près de Tracadie-Sheila. Un « mocauque », barren en anglais, décrit un terrain plat mais plus sec. Les génériques composés de cranberry barren ou blueberry barren sont fréquents. Un platin, intervale en anglais, est un terrain plat inondé de façon saisonnière par un cours d'eau, souvent utilisé pour cultiver des graminées. Un placer, flat ou parfois flats en anglais, sont des génériques équivalents mais moins fréquents. Le Kyle Flat, dans la paroisse d'Alma, et le Madden Flats, dans la paroisse de Waterford, sont des terrains généralement plats entourés de collines.

#### Élévations

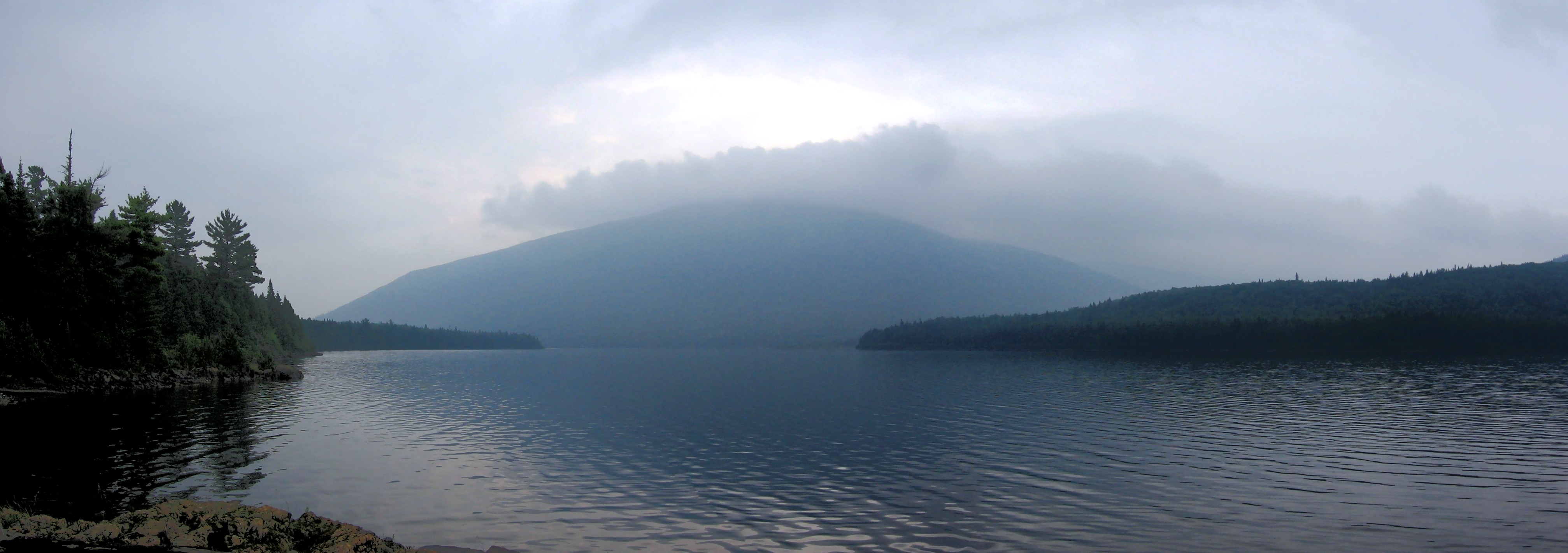
Le mont Carleton.

Un mont et une montagne, respectivement mount et mountain en anglais, mesure au moins 90 mètres de haut, comparativement au standard de 300 mètres. Un mont est généralement nommé d'après une personne alors qu'une montagne a un nom descriptif mais ce n'est pas toujours le cas. Le vieil acadianisme montain est quelquefois utilisé à la place, comme dans le quartier La Montain de Memramcook. Une colline, hill en anglais, est seulement utilisé dans le cas d'un relief d'au plus 150 mètres de haut emprunté par une route. Il existe deux autres équivalents en anglais, soit knoll, utilisé en deux endroits, et un seul mound dans le lac Spednic, la butte Pilgrims, qui tire probablement son nom du fait qu'elle s'élève abruptement de l'eau. L'acadianisme côte est utilisé à Edmundston, dans le nom de la côte à Blanchette. L'acadianisme buttereau peut aussi être utilisé pour décrire un relief de quelques mètres. Le générique crête, ridge en anglais, est très populaire, surtout dans le comté de Charlotte, où il entre dans la composition des noms de 38 villages et hameaux. Certaines crêtes se retrouvent aussi en région acadienne. Une crête située à Sheffield s'appelle la Mapple Rim. Un pointu, peak en anglais, est généralement une montagne abrupte formée de roche plutonique ou un ancien volcan. Il y en a beaucoup dans les vallées de la rivière Keswick et de la rivière Nackawic. Il y a aussi le Nez Pointu à Notre-Dame-des-Érables et le Pointu de Rivière-Verte. En anglais, bluff désigne soit un relief accidenté, soit un inselberg. Il existe deux promontoires, brow en anglais, qui sont des pentes abruptes au bord d'une rivière où est entreposé le bois durant la drave. Il y a trois lieux appelés The Horseback, de même qu'une crête du nom de Boars Back près de Moncton. Le générique anglais ledge, qui est normalement utilisé pour décrire des hauts-fonds, peut aussi se traduire par escarpement,.

#### Dépressions

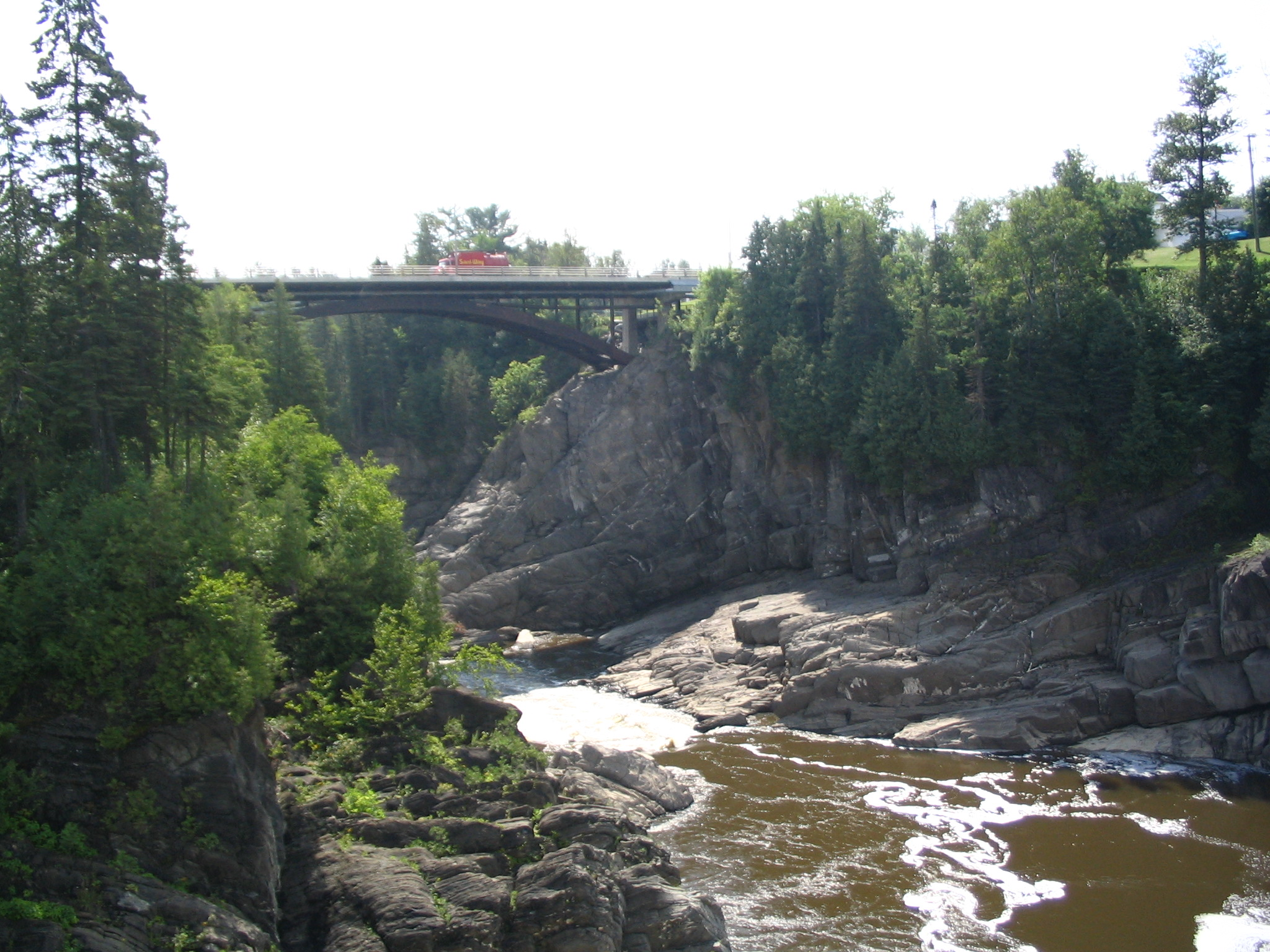
La gorge de Grand-Sault.

Une coulée ou parfois un gulch comme en anglais, est une brusque déclivité. Une vallée, valley en anglais, a le même sens qu'ailleurs mais est rarement utilisé dans la composition d'une toponyme. Vale, qui se traduit par vallée en français, entre dans la composition du nom du hameau de Portage Vale. La ville de Sussex s'appelait à l'origine Sussex Vale et sa vallée portait le nom de Vale of Sussex. À l'ouest de cette ville, quelques dépressions étaient appelées cove, un nom qui survit dans les hameaux de Drurys Cove et Lower Cove. À l'est de Sussex cette fois se trouvent quelques hollow, vallée en français. Il y a quelques « gorges », mot utilisé aussi en anglais, notamment la gorge de Grand-Sault, . Le générique anglais gully entre dans la composition de trois toponymes décrivant des dépressions. Le générique rigwash, vault en anglais, décrit une profonde vallée en Nouvelle-Écosse et est utilisé dans deux noms composés du parc national de Fundy. Il y a deux cols, notch en anglais, . Le générique fosse, pool en anglais, est utilisé pour la fosse de Cran, près de la Grande Rivière Tracadie.

## Composition des toponymes amérindiens
La plupart des toponymes amérindiens décrivent le lieu en question mais contrairement à la croyance populaire, certains noms font plutôt références à des événements ou au folklore. De plus, la plupart ne sont plus compréhensibles par les principaux intéressés. En effet, la plupart des toponymes ont subi peu de transformations au fil des siècles, contrairement à la langue en général, sauf dans de rares cas comme Grimross, qui est désormais connu par les Malécites comme Et-Leemlotch. Le fait que de nombreux noms ont été utilisés dans le langage courant avant d'être ajoutés sur des cartes explique en partie cette constance. Malgré leurs différences, certains toponymes de deux origines distinctes, par exemple Arootook et Restigouche, ont en fait la même signification dans les langues micmacque et malécite-passamaquoddy. De plus, les toponyme semblables ont surtout rapport à la mer, ce qui fit croire à certains spécialistes que les Malécites, ayant conquis une partie du territoire micmac, reprirent leur toponymes.
Habituellement, un toponyme amérindien est constitué d'un adjectif, d'un substantif et d'un locatif. Certains noms sont simplement constitués d'un substantif et d'un locatif. Certains mots incluent aussi des syllabes, que William F. Ganong appelle distantifs, décrivant la distance, ainsi que des syllabes comme ahwee, signifiant la possession. Les suffixes en -k, tels que -ook, -ik, -ek, ak, sont ajoutés comme locatif. Par exemple, en malécite-passamaquoddy, munaan signifie « île » tandis que Munaanook signifie « l'île », dans ce cas-ci Grand Manan. Le suffixe en -k n'est pas obligatoire dans une phrase lorsque le lieu mentionné est évident, par exemple Naygoot ou Naygootcook décrivent tous deux la rivière Tobique. Les suffixes -sis en malécite et -chich en micmac signifient petit. -tuk ou -took signifie une rivière. -akadik en micmac et aquadik en malécite signifie un endroit où l'on peut trouver ou se procurer quelque chose. en malécite, ah-gum signifie lac, way-ik signifie pointe, men-eek île, ee-ok embouchure ou entrée, quek un affluent. Le slangues amérindiennes possèdent des mots spécifiques pour décrire par exemple un lac ou une montagne mais ils sont rarement utilisés dans un toponyme. Des toponymes contenant quispem, « lac », ou see-boo, « rivière », sont donc probablement d'origine française ou anglaise. De plus, Il n'existait pas de mots décrivant de vastes étendues de terres et l'usage de noms comme Miramichi pour décrire une région est un concept d'origine européenne.

## Règles

### Écriture
La composition et l'écriture des toponymes néo-brunswickois suit surtout des règles générales. On n'abrège normalement pas les toponymes mais si l'espace le nécessite, le générique peut être abrégé et à la limite certaines parties du spécifique, par exemple « St. » pour « Saint ». Un article appartient à un toponyme lorsqu'il est placé au début et que le générique est placé après le spécifique, par exemple, mais cette règle ne s'applique pas aux odonymes, autrement dit les noms de rues. Un article appartient aussi au toponyme lorsque le générique n'est précisé par aucun spécifique, à titre d'exemple dans le nom La Montain. Il n'en fait pas partie lorsque le générique est placé après un nombre ordinal, par exemple dans Deuxième-Sault. Lorsque le spécifique provient d'un autre lieu ou d'un nom commun, le générique doit être lié au spécifique par une particule de liaison et le cas échéant d'un article. C'est notamment le cas de la place du Vieux-Couvent à Caraquet, nommée d'après le Vieux couvent, ainsi que de la plage de l'Aboiteau à Cap-Pelé, nommée d'après un aboiteau. Cette règle ne s'applique pas aux spécifiques provenant d'un nom de personne, sauf lorsqu'il est précédé d'un titre, même si cette règle est peu appliquée au Nouveau-Brunswick. Il y a ainsi le boulevard Vaughan-Harvey à Moncton mais la rue du Mgr Martin à Saint-Quentin. Une autre exception à cette règle découle de l'usage ou d'anciennes règles grammaticales. On retrouve donc par exemple. C'est acceptable d'ajouter un générique à un toponyme qui n'en contient pas lorsque le contexte le demande, en particulier lorsqu'il s'agit d'un toponyme étranger. Nez Pointu Hill serait donc acceptable sur une carte en anglais. Les nombres doivent normalement être écrits en toutes lettres sauf lorsque l'usage nécessite des chiffres arabes, par exemple dans le cas d'une date, d'un régiment, le cimetière 42nd Highland Memorial dans la paroisse de Saint-Marys en étant un exemple, ou d'une réserve indienne, telle que Devon 30. Des chiffres romains sont quant à eux nécessaires pour un souverain ou un pape. De plus, lorsque des rues sont nommées selon une séquence numérale, les chiffres arabes doivent être utilisés, comme dans le cas des 1re rue, 2e rue… 17e rue à Shippagan. Le générique ne doit pas être omis, sauf lorsque le genre d'un cours d'eau a été déterminé, on peut donc aussi bien dire le Saint-Jean ou le fleuve Saint-Jean, ou lorsqu'une carte a une échelle trop grande et que l'espace est restreint ou dans certaines circonstances sur une échelle plus petite. De plus, on ne mentionne pas le type de gouvernement local sur une carte mais c'est possible dans un texte ou dans le titre d'une carte. Finalement, un toponyme ne doit jamais comporter plus d'un générique, on dit par exemple Grande Rivière Tracadie et non rivière Grande Rivière Tracadie, sauf dans le cas d'un générique étranger auquel s'ajoute un générique français, par exemple île de Grand Manan, où Manan signifie île en malécite-passamaquoddy. Le spécifique prend toujours une majuscule, même lorsqu'il est composé de plusieurs mots. Le générique prend quant à lui une minuscule, sauf lorsque. Lorsqu'un spécifique est composé de plusieurs mots, des traits d'union doivent être installés entre ces mots mais il y a quelques exceptions à cette règle, sauf lorsque des articles et des particules de liaison sont installées devant le spécifique, par exemple, lorsque odonyme, par exemple. Dans les entités naturelles, les plans d'eau et les cours d'eau artificiels, le spécifique ne prend pas de trait d'union, sauf lorsqu'il provient d'un toponyme comprenant déjà un trait d'union, par exemple, ou lorsqu'il est formé d'une expression comprenant un verbe et un sujet ou un complément. Finalement, on n'utilise pas de trait d'union lorsque le générique est dans une autre langue que le français, sauf lorsqu'il inclut le nom d'une personne, par exemple, ou lorsqu'il contient déjà un trait d'union, comme dans le cas de. Un tiret court relie deux toponymes lorsque ceux-ci contiennent déjà des traits d'union, comme dans le cas de Sainte-Marie–Saint-Raphaël, tout comme Chiasson-Savoy prend seulement un trait d'union car les deux toponymes n'en contiennent pas séparément.

### Traduction
Le générique se traduit mais pas le spécifique. Par exemple, on ne dit pas « rapides Pousse et soit maudit » mais bien « rapides Push and Be Damned ». Il y a des exceptions à cette règle. Les formes bilingues des noms d'intérêt pan-canadiens sont ainsi reconnus officiellement. Ce sont le nom de la province ainsi que la rivière Ristigouche, la baie de Fundy, les Appalaches, le détroit de Northumberland, le golfe du Saint-Laurent et le golfe du Maine. De plus, 21 cours d'eau compris à la fois au Québec et au Nouveau-Brunswick ont une forme approuvée dans les deux langues officielles. Trois toponymes locaux ont aussi une forme bilingue reconnue, soit Cap-des-Caissie, Grand-Sault et Deuxième Sault. Ainsi, bien que le toponyme Saint-Jean soit d'usage courant chez les francophones, le nom de cette ville n'a qu'une seule forme officielle, soit Saint John. Finalement, les parcs nationaux et les lieux historique nationaux ont aussi une forme approuvée. On ne doit pas utiliser de toponymes bilingues, c'est-à-dire qu'un générique anglais ne doit pas être utilisé avec un générique français; rivière Gounamitz river serait donc incorrect.

### Prononciation
Il n'y a pas de normes sur la prononciation des toponymes mais l'usage local a préséance. Certains noms peuvent avoir différentes prononciations. Dalhousie se prononce dal-HOW-zee en anglais, alors que Dalhousie Junction se prononce dal-HOO-zee tandis qu'en français les deux se prononcent dal-ou-zi. Greenwich se prononce Griin-witch au Nouveau-Brunswick mais différemment dans d'autres provinces. Il peut même y avoir différentes prononciations acceptables pour le même toponyme, notamment Fredericton qui se prononce Fre-dik-tn ou Fred-rik-tn en anglais. En anglais, le nom Saint-Jean (Saint John) se prononce avec l'accent sur les deux syllabes, soit SAYNT-JAWN. La prononciation n'a pas non plus toujours rapport avec l'orthographe. La rivière Magaguadavic se prononce ainsi ma-GA-dé-vii et la rivière Diguedeguash se prononce DI-gui-dii-OUACHE, ce qui a donné le nom du ruisseau Diggity.

## Surnoms
De nombreuses localités ont des surnoms. Ils peuvent être de nature historique ou commémorer l'importance administrative ou économique de la ville et sont souvent utilisés à des fins de promotion du tourisme. En voici une liste partielle:

## Gentilés
Les gentilés sont peu répandus en français. Dans certains cas, tel qu'à Scoudouc, le gentilé est le même que le nom du village. Au Madawaska, les habitants francophones ont tendance à se définir comme Madayaskayens ou Brayons, ce qui renvoie aussi à l'idée d'ethnie. En général, ont fait simplement allusion au « monde de Bathurst » par exemple. Certains gentilés sont tout de même entrée dans l'usage, notamment Saint-Jeannois à Saint-Jean. En fait, les Acadiens utilisent surtout des sobriquets, qui sont néanmoins beaucoup moins populaire qu'autrefois. Ces sobriquets peuvent s'appliquer à une personne, à une famille ou aux habitants d'une localité.
Les gentilés sont fréquents en anglais mais il n'existe pas de terme spécifique pour les décrire, bien qu'Alan Rayburn propose justement l'usage de gentilé. En règle rénérale, le suffixe -n s'ajoute aux noms terminant en -ia ou -a, par exemple un habitant d'Utopia est un Utopian. Lorsque le nom se termine en -ton, le suffixe -ian est ajouté, ce qui donne un Frederictonian pour Fredericton. Contrairement à la mode américaine, le suffixe -er s'ajoute aux toponymes terminant en -town, un habitant de Doaktown est donc un Doaktowner. Finalement, les suffixes -ian, -ite ou -er sont ajoutés aux toponymes se terminant avec d'autres consonnes ou des voyelles muettes. Dans le cas d'un nom se terminant en -ville, le « e » est remplacé par -ian. Par contre, certains habitants préférèrent un suffixe en -ite car, lorsque les lettres « i » et « a » sont inversées, cela donne Sackvillain. Les gentilés se terminant en -ian gagnent en popularité sur ceux en -ite mais ceux en -er restent les plus fréquents. Certaines villes, en général avec un nom composé, n'ont pas de gentilé, alors que certains sont communs à plusieurs villes.